# Girlfight
Girlfight is een Amerikaanse sportfilm uit 2000 onder regie van Karyn Kusama. De film won 15 filmprijzen, waaronder de National Board of Review voor de doorbraak van hoofdrolspeelster Michelle Rodriguez, de jeugdprijs voor beste buitenlandse film op het Filmfestival van Cannes en zowel de regie- als grote juryprijs op het Sundance Film Festival.

## Inhoud
De stoere Diana Guzman verdoet haar tijd met het volgen van lessen waarvoor ze geen enkele interesse heeft en verstaat de kunt om zichzelf voortdurend in de nesten te werken. Als het meisje op school in het bijzijn van haar vriendin Marisol voor de zoveelste keer mot maakt met de onuitstaanbare Veronica, haalt leraar Price de twee vechtersbazinnen uit elkaar en krijgt ze van rectrix Martinez een laatste waarschuwing. De jonge latina zet zich af tegen een maatschappij die tot op heden niet mild voor haar is geweest: haar moeder heeft zelfmoord gepleegd, waarna haar vader Sandro nog geen seconde naar haar omkijkt en zijn aandacht volledig richt op haar broer Tiny. De sullige jongen ontvangt wekelijks het bedrag van 10 dollar om zijn boksles te kunnen betalen, maar besteed zijn kostbare tijd veeleer aan een mogelijke opleiding aan de kunstacademie.
Als Sandro zijn dochter de opdracht geeft om Tiny van de boksschool op te halen, maakt Diana kennis met een nieuwe wereld waarin ze zich wel denkt te kunnen thuis voelen. Diana bokst het met moeite voor elkaar dat Hector Soto haar wil trainen, ondanks dat de eigenaar van de boksschool vrouwen niet in staat acht een fatsoenlijke bokspartij neer te zetten. Na enige opstartproblemen blijkt het meisje over een groot talent en een goede vechtgeest te beschikken, maar het blijft voor iedere training een wedstrijd op zich om het benodigde geld bijeen te krijgen. Haar jongere broer Tiny geeft haar uiteindelijk wegens een betere besteding de 10 dollar die zijn vader steeds voor zijn klaarstoming voor de boze buitenwereld beschikbaar stelt.
Op de boksschool krijgt de jonge Diana weldra te maken met de irritantheid van Raymond Cortez, die haar vanaf het eerste bezoek op de zenuwen werkt, en de charme van Adrian Sturges, met wie ze geleidelijk een soort van relatie opbouwt. Hector en zijn assistent Ira steunen de eerste vrouwelijke pupil die de boksschool rijk is in haar lastige weg naar boven, waarbij hoge pieken en diepe dalen elkaar ongetwijfeld zullen blijven afwisselen.
Een gemengd amateur-bokstoernooi vindt plaats om tegemoet te komen aan de rappe toename van boksende vrouwen in de nog door mannen gedomineerde wereld van de vechtsport. Na het afzeggen van hun beider opponenten komen Diana en de door Don getrainde Raymond in de eerste ronde tegenover elkaar te staan, waarbij de sneue acties van de troosteloze Ray hem een diskwalificatie bezorgen. In de tweede ronde moet Diana het opnemen tegen Ricki Stiles, een bokser van het eigen geslacht die ze op punten uit de ring weet te slaan. In de finale staat het meisje vervolgens lijnrecht tegenover de jongen met wie ze niet alleen een sportieve, maar ook een amoureuze strijd heeft te voeren. Adrian lijkt niet te kunnen kiezen tussen de uiterlijke schoonheid van schouderengel Karina en de recht-door-zee-mentaliteit van zijn vrouwelijke tegenstander.

## Rolverdeling
| Acteur                  | Personage            |
| ----------------------- | -------------------- |
| Michelle Rodriguez      | Diana Guzman         |
| Ray Santiago            | Tiny Guzman          |
| Paul Calderon           | Sandro Guzman        |
| Jaime Tirelli           | Hector Soto          |
| Santiago Douglas        | Adrian Sturges       |
| Belqui Ortiz            | Karina               |
| Víctor Sierra           | Raymond "Ray" Cortez |
| Elisa Bocanegra         | Marisol              |
| Shannon Walker Williams | Veronica             |
| Thomas Barbour          | Ira                  |
| Herb Lovelle            | - Cal                |
| Louis Guss              | Don                  |
| Alicia Ashley           | Ricki Stiles         |
| Iris Little Thomas      | Ms. Martinez         |
| J.P. Linton             | Mr. Price            |
| Dadi Pinero             | Edward               |
| Anthony Ruiz            | Tino                 |
| José Rabelo             | Al                   |
| Millie Tirelli          | Candice              |
| José Espinal            | vriend Ray           |
| Edgardo Claudio         | referee              |
| Allan Gropper           | referee              |
| Danny Gant              | referee              |